# Iwein van Aalst
Iwein van Aalst, bijgenaamd de Kale, was een belangrijke Vlaamse ridder en heer van Aalst. Hij werd vermeld van 1117 tot 1145. Hij werd vermoord in het jaar 1145 door Rogier van Kortrijk. Op 29 maart 2023 werd hij ereburger van de stad Aalst.

## Titels en bezittingen van Iwein van Aalst
Iwein van Aalst was net als zijn broer Boudewijn III van Gent, Peer van Vlaanderen en advocaat van de Sint-Pietersabdij van Gent. Beiden waren ze de zonen van Boudewijn II van Gent. In 1127, bij het overlijden van zijn broer, ontnam hij de bezittingen van zijn minderjarig nichtje Beatrice en werd heer van Aalst. Hij noemde zich later zelfs "comes Alostanus" of graaf van Aalst. Hij werd vermoord op 8 augustus 1145. Zijn weduwe Lauretta van de Elzas, dochter van de graaf van Vlaanderen, overleed als non te Vorst rond 1175. Warlop somde een lijst op van de bezittingen van Iwein van Aalst. Naast Aalst had hij ook Waas, Drongen, Deinze en Ruiselede en was hij ook leenman van Liedekerke. Verder bezat hij gronden en rechten te Ronse, Deelstreep Brugge, Westvleteren, Ieper, Bikschote, Langemark, Komen, Veurne, Pollinkhove, Horebeke en Tourcoing.
Hoe kwam het huis van Aalst aan deze bezittingen? Enkel van Waas, Drongen en Ruiselede weten we dat zijn voorouders ze ontvingen van de graaf van Vlaanderen. Het andere kunnen we slechts gissen. Tot de mogelijkheden behoren erfenis, huwelijk, giften of inbezitneming door geweld. Rond Aalst zelf bezat het huis heel wat allodiale goederen. We mogen gerust veronderstellen dat Erembodegem, Hofstade, Gijzegem, Nieuwerkerken en Lede zijn bezit waren. Deze dorpen zijn later in bezit gekomen van de Graaf van Vlaanderen als erfgenaam van het huis van Aalst.

## Iwein en het conflict met Willem Clito
Als Peer van Vlaanderen steunde hij Diederik van de Elzas als kandidaat-graaf. Niettemin werd Willem Clito van Normandië gekozen. In 1128 was er een conflict tussen de Gentenaars en graaf Willem Clito. Iwein van Aalst probeerde te bemiddelen. Omdat Iwein te vaak de zijde koos van de burgers, kwam hij in conflict met de graaf.
Nadat de graaf eigenmachtig een eerder afgeschafte belasting had heringevoerd, verweet Iwein hem tijdens een volksvergadering op de Vrijdagmarkt in Gent op 16 februari 1128 dat hij de wederzijdse band tussen hemzelf en het volk had verbroken. Geen vorst die de wet had geschonden, kon rechtmatig verder regeren, aldus Iwein. Galbert van Brugge vertelt dat Iwein eiste dat zijn beschuldiging voorgelegd zou worden aan een onpartijdige rechtbank. Die moest, aldus Iwein, samengesteld worden uit "baronnen van beide partijen, en onze heren en al de verantwoordelijke mannen uit de clerus en het volk" en moest zetelen in Ieper, "dat gelegen is in het midden van ons land", om aldus "rustig en na rijp beraad, zonder bedrog of kwade trouw, het oordeel te vellen" of de graaf al dan niet de wet gebroken had, en als dit zo was, dan moest hij aftreden en de plaats ruimen voor een vorst die de wet wél zou respecteren. Volgens Raoul van Caenegem formuleerde Iwein daarmee het principe van de rule of law, dat daardoor voor het eerst in Vlaanderen tot uiting kwam. Dit staat bekend als een van de eerste pleidooien voor het constitutionalisme: de doctrine dat de uitoefening van de politieke macht gebaseerd is op een overeenkomst tussen de vorst en het volk. Door te stellen dat “gij niets moogt doen in dit graafschap dat tegen onze Raad en de eer van het land ingaat” kan Iwein van Aelst beschouwd worden als de eerste pleitbezorger van het parlementarisme avant la lettre.
Willem daagde Iwein uit tot een duel. Iwein weigerde het duel op basis dat ze niet van gelijke stand waren. Hij verbrak zijn leenmanschap en erkende Diederik van de Elzas als nieuwe graaf. Diederik werd op 21 juni 1128 verslagen en zocht zijn toevlucht tot Iwein en Daniël van Dendermonde. Het conflict escaleerde tot Willem met zijn leger optrok naar Aalst waarbij hij sneuvelde door een pijl, afgeschoten door een Aalstenaar. Diederik van de Elzas werd de nieuwe graaf. (1128)

## Iwein en het conflict met de clan Bourbourg
Arnold II, graaf van Ardres, huwde daarna Gertrude de tante van Iwein. De geschiedschrijver Lambert van Ardres vertelde dat Iwein en Arnold van Ardres goede vrienden waren. In een tent tijdens een toernooi bedisselden ze samen het huwelijk. Hierdoor ontstond er een geducht machtsblok: Ardres-Waas-Gent-Aalst.
Iwein was de grote triomfator en held van Vlaanderen, maar hij had twee grote vijanden: de clan Bourbourg en de clan Beveren. Deze laatste pleitte recht te hebben op de bezittingen van Iwein in het Waasland. Diederik van Beveren maakte zijn aanspraak mogelijk door zijn huwelijk met een dochter van Boudewijn III van Aalst. De naam van het meisje is echter onbekend omdat geen enkele historische bron dit bevestigt.
De ruzie met de clan Bourbourg zou Iwein zijn dood worden: Rogier van Kortrijk, een bondgenoot van Bourbourg, zou hem vermoord hebben. Het kwam al een eerste maal tot een treffen in Aken, waar beide ridders de baden bezochten. Rogier zou er blijvend verwond geraken aan de handen door messteken. Bij een verzoeningspoging te Kassel werd Iwein door Rogier of door zijn toedoen vermoord in 1145.
Hij werd opgevolgd door zijn minderjarige zoon Diederik van Aalst.

## In de literatuur en de populaire cultuur
Isidoor Bauwens (1855-1918) schreef de historische roman Iwein van Aalst. Iwein van Aalst leeft voort als een van de stadreuzen te Aalst. In 2022 werden erfgoedborden geplaatst over Iwein op het Priester Daensplein.